# Brauer und Mälzer

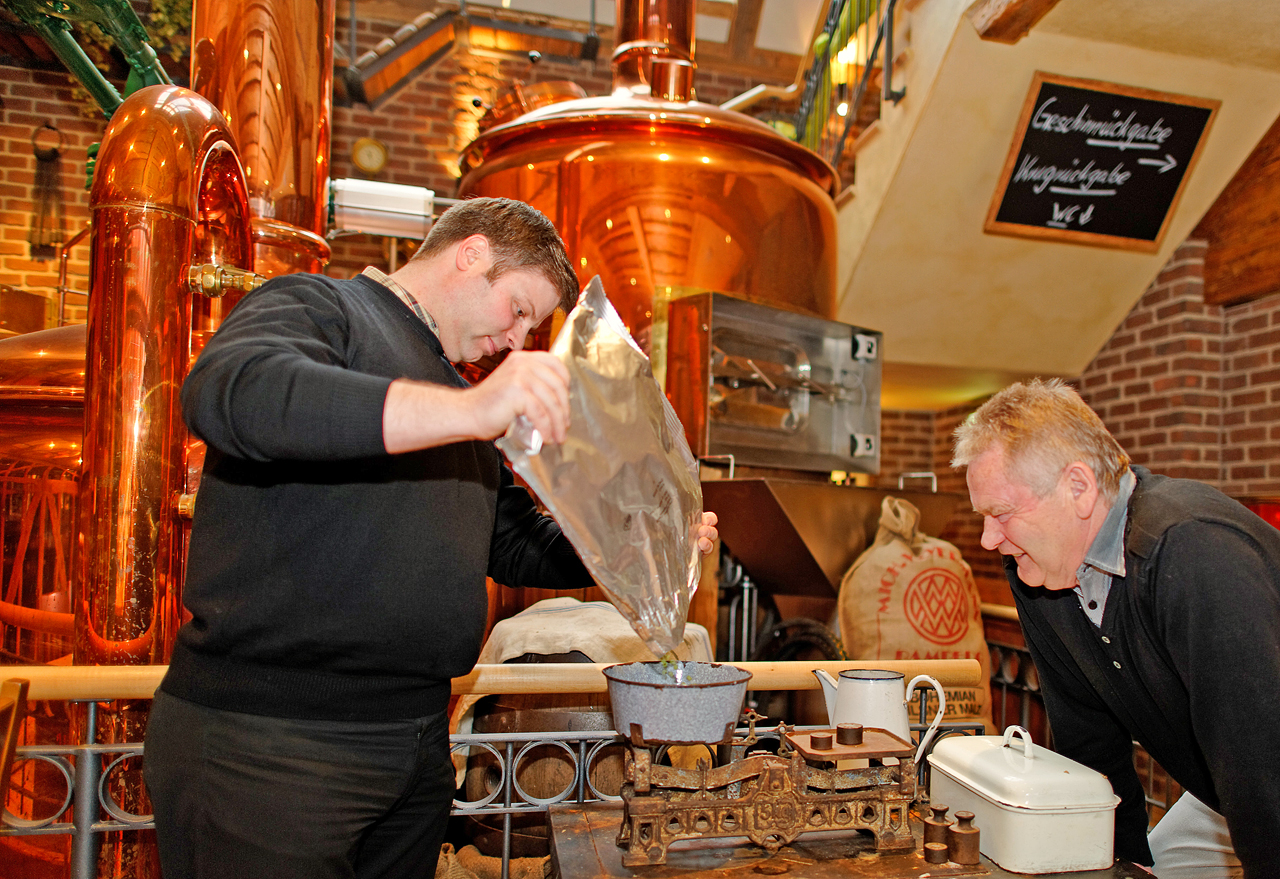
Abwiegen des Hopfens

Brauer und Mälzer ist ein in Deutschland staatlich anerkannter Ausbildungsberuf nach dem Berufsbildungsgesetz und der Handwerksordnung. Er widmet sich dem Handwerk des Bierbrauens und Mälzens.
Die Ausbildung dauert in der Regel drei Jahre und findet in einer Brauerei, Mälzerei bzw. in der Getränkeindustrie statt. Der Berufsschulunterricht findet meist als Blockunterricht in überregionalen Fachklassen statt.
Es bestehen Aufstiegsweiterbildungen zum Brau- und Malzmeister mit der Prüfung vor der Handwerkskammer und zum Betriebsbraumeister mit IHK-Prüfung. Brauer und Mälzer ist ein meisterpflichtiges Handwerk nach der Handwerksordnung.

## Berufsbild
Zu den klassischen Aufgaben des Brauers und Mälzers [...] gehören vor allem die Annahme und Verarbeitung der Rohstoffe, die Malzherstellung, die Bierbereitung und das Abfüllen der Produkte auf Gebinde. Mittlerweile erstreckt sich das Tätigkeitsfeld neben der Herstellung alkoholhaltiger auch auf die Herstellung alkoholfreier Getränke. Brauer und Mälzer haben Kenntnisse aus dem Bereich der Datenerfassung und -verarbeitung, sie koordinieren den nachhaltigen Einsatz von Roh- und Hilfsstoffen, ergreifen Maßnahmen zum Umweltschutz und beachten dabei auch ökonomische Aspekte.